# Шустер, Соломон Абрамович
Соломо́н Абра́мович Шу́стер (9 мая 1934, Ленинград — 1 сентября 1995, Берлин) — советский и российский кинорежиссёр, искусствовед, коллекционер искусства.

## Биография
Родился в семье ленинградского архитектора-коллекционера. В 1941—1946 годах — в эвакуации на Урале, затем в Баку.
В 1951 году поступил, а через год бросил, операторский факультет ВГИКа в Москве. Но начал работать в кино у режиссёра Григория Рошаля, принимает участие в работе над рядом его картин, начиная с фильма «Римский-Корсаков». В 1953 году поступает в Ленинградский институт живописи им. И. Е. Репина (отделение искусствоведения, заочное), которое закончил в 1959 году. Позднее закончил Высшие режиссёрские курсы. Учился в мастерской Григория Козинцева (1965-67).
С 1959 года начинает сотрудничать с Ленинградской студией научно-популярных фильмов в качестве сценариста. В 1959-60 — внештатный инспектор охраны памятников Управления культуры Леноблисполкома.
Работал на киностудиях «Туркменфильм», «Ленкинохроника», с конца 60-х годов — на «Ленфильме». Автор трудов в области кинематографа и теории искусства.
По воспоминаниям режиссёра Сергея Соловьёва: «Он в нашем ремесле всегда был цветком экзотическим, странным. Как ни кощунственно это звучит, но всё-таки, если честно, Соломон всегда больше хотел быть режиссёром, чем был им. На это утверждение Соломон, конечно же, обиделся бы, хотя бы только потому, что ему действительно очень нравилось это занятие — режиссура. Сколько я его знал — Соломону страшно, вожделенно, может быть, более всего в жизни хотелось быть именно кинорежиссёром. Его бесконечно увлекали даже все внешние приметы профессии, к которым лично я всегда относился с тягостной ненавистью (…) В режиссёрской биографии Соломона, по гамбургскому счету, взлётов особых, в общем-то, не было. Ничего ошеломляющего он так и не снял, но, заметьте, не снял и ничего скверного, чего можно было бы стыдиться. Всю свою взрослую жизнь Соломон снимал свои скромные, достойные, спокойные, всегда очень „шустеровские“ картины. Так же, „между прочим“, не шумно и внешне не эффектно он однажды, к примеру, профессионально сделал дело, которое никогда, конечно же, не забудется». Соловьёв имеет в виду документальную съёмку Шустером отпевания и похорон Ахматовой в 1966 году: вместе с Семёном Арановичем они «каким-то образом ухитрились украсть на Ленинградской студии кинохроники камеру и плёнку и подробнейшим образом, поверх всех самых строжайших запретов снять её похороны». По воспоминаниям самого Шустера, согласие на съемку от Союза писателей было. Позже, в 1980-е, Аранович объявил, что это сделал он один, и Соловьёв пытался улаживать этот конфликт.

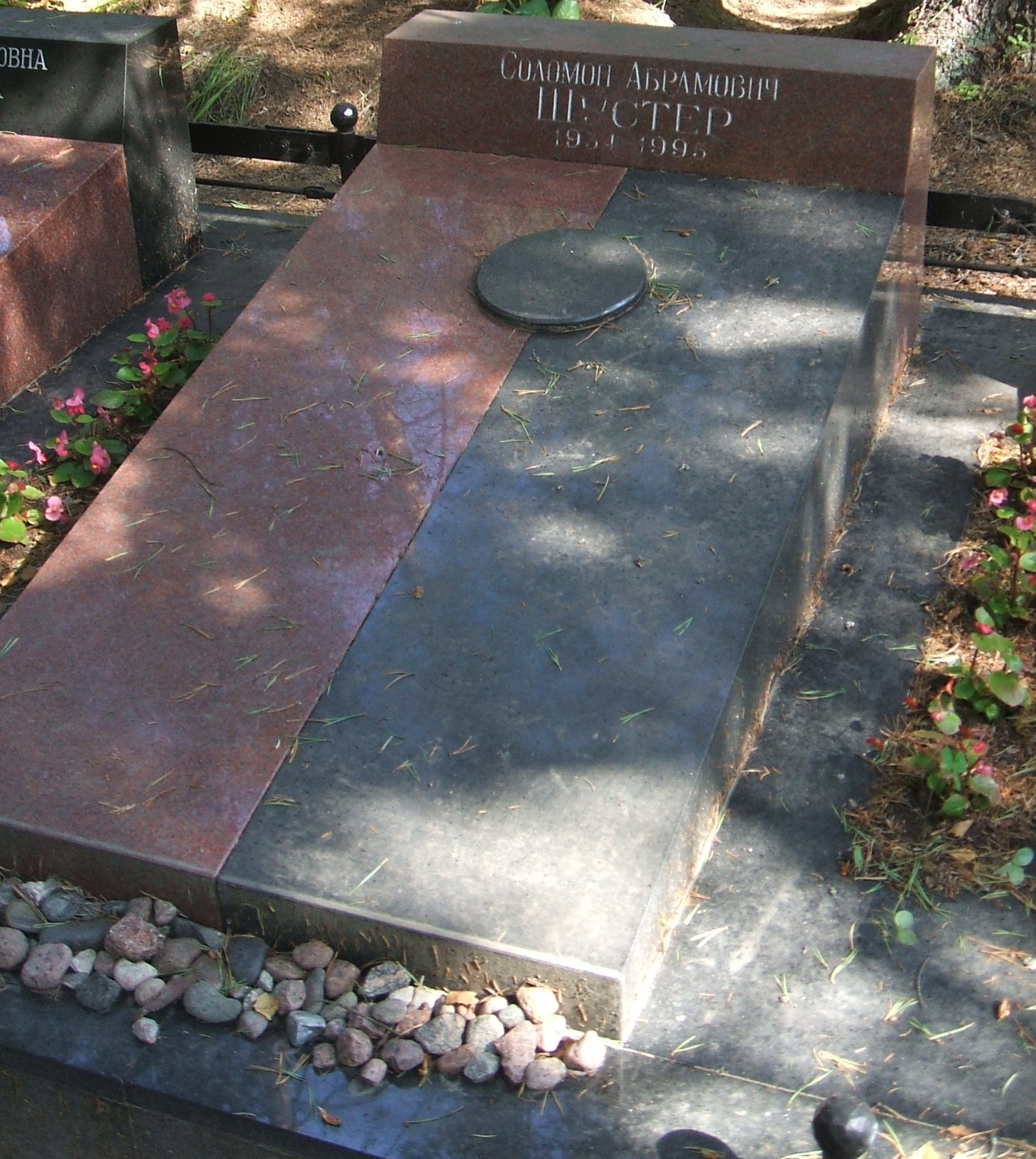
Могила Соломона Шустера

По словам Соловьёва, он был «одной из самых колоритных и запоминающихся фигур в русском, советском и постсоветском художественном мире ушедшего XX века и в особой степени в культурном мире Ленинграда (…) Кто хоть раз в жизни видел Соломона Абрамовича Шустера, уже никогда не смог бы забыть его неповторимый облик. Неизменная бабочка, костюмы от Кардена, пальто с меховой изнанкой, трость… Все, кого я с ним когда-нибудь познакомил (а знакомил я с ним, не без удовольствия, многих — Курёхина, Гребенщикова, Сережу Африку, Тимура Новикова и иных очень и очень разных людей), навсегда были сражены уникальным впечатлением, производимым его воистину великолепной художественной фигурой. Когда мы, допустим, с Курёхиным или с Гребенщиковым заводили речь о какой-нибудь публичной „поп-механической“ кампании, они сразу, не сговариваясь, восклицали: „И обязательно позовем Соломона! Соломон нас украсит! Без Соломона эффекта не получится!“ (…) Соломон довольно невысокого роста. Некоторые „добряки“ даже утверждали, что наличествовал у него как бы и небольшой горб. Я лично никогда этого горба не видел, не замечал, поскольку, как говорил уже, Соломон всегда был одет в безукоризненные костюмы, безукоризненные сорочки, безукоризненные ботинки, начищенные до безукоризненного блеска».
Страдал диабетом. Скоропостижно скончался от сердечного приступа в Берлине 1 сентября 1995 года в день открытия выставки «Берлин-Москва», на которую привез некоторые экспонаты. Похоронен в Комарово.

### Семья
- Дед — купец Игнатий Моисеевич Шустер (1863—1913), член правления фондовой биржи, филантроп, до революции занимался коллекционированием искусства. Портретирован Александром Маковским в 1914 году. Его отец Моисей родился в 1828 году в Быхове, в Петербурге служил в фонарной команде и дослужился до чина унтер-офицера[8].
  - Отец — ленинградский архитектор Абрам Игнатьевич Шустер (1903—1978)[9] также был коллекционером, только западноевропейского искусства. Из его коллекции происходят проданные при жизни портрет Левицкого и «Давид-псалмопевец» работы Боровиковского (ГРМ), «Отдых по пути в Египет» Блумарта, женский портрет Друэ из коллекции Демидова, «Пейзаж с фигурами» К. Д. Фридриха (ГЭ)[10]. После смерти отца Соломон «решил в память его подарить Эрмитажу лучшие вещи из его коллекции. Критерий был таков — „берите, что хотите, но для экспозиции“. Эрмитажники среди прочих отобрали работы Питтони, Амигони, Фурини, Пальмаролли, Гебгардта. В 1979 и 1990 годах все они были выставлены на выставке даров Эрмитажу»[11].
  - Мать — Ревекка Соломоновна (Афроимовна) Беленькая (1899—1981), актриса, дальняя родственница Ильи Эренбурга[3]. В 1924 окончила Ленинградский театральный институт им. Ю. М. Юрьева и Л. С. Вивьена. Её отец Соломон в Петербурге возглавлял представительство Нобеля в России, а до этого работал в Баку у Манташева[12].

- Жена — искусствовед Евгения Валентиновна Крюкова (1931—2001), с которой познакомился в институте[3]. Сотрудник ГРМ, хранитель отдела древнерусского искусства[2].
  - Сын — Марк Шустер (1955—2003[13]), кинооператор, занимался коллекционированием старинных автомобилей[14], сохранил коллекцию отца[15], хотя некоторые вещи распроданы[13].
    - Внук — Валентин Шустер, коллекционер

### Коллекция

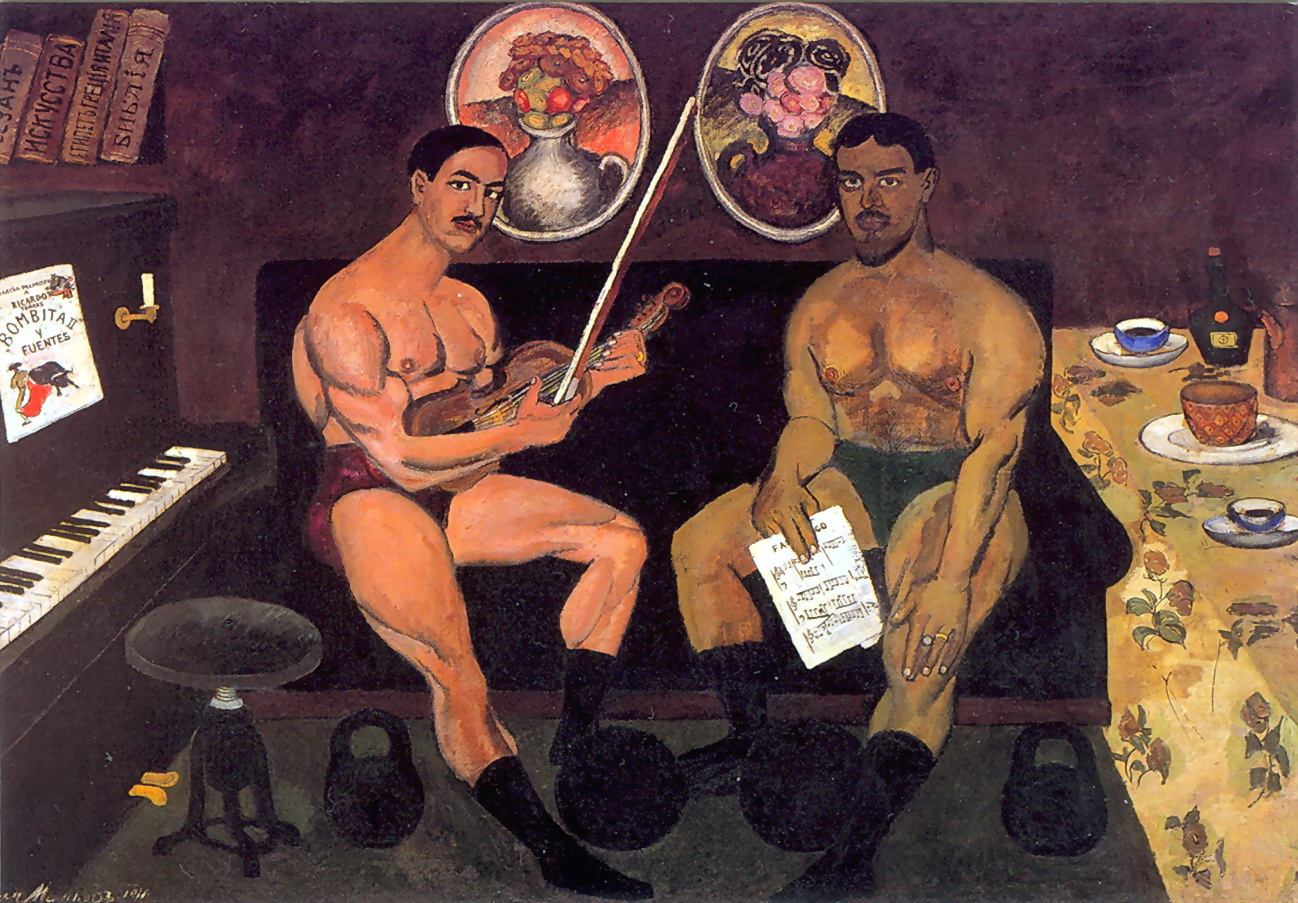
Илья Машков «Автопортрет и портрет Петра Кончаловского» (1910). Был куплен Шустером у вдовы автора, но спустя 15 лет перепродан им в ГРМ, не в последнюю очередь из-за гигантского размера (2,7 х 2,08 м)

Сам Шустер говорил: «У меня есть две профессии: одна — это кино, а другая — это коллекционирование и собирание картин».
Он вошёл в историю как коллекционер русского искусства, легенда советского коллекционирования. По выражению авторов Энциклопедии русского авангарда — «один из представителей послевоенной плеяды коллекционеров, заново открывших русский авангард». В число его картин входили работы Б. Григорьева, А. Древина, И. Зданевича, П. Кузнецова, А. Лентулова, Н. Лермонтовой, И. Машкова, Н. Пиросманашвили, Н. Синезубова, М. Сарьяна, Р. Фалька, В. Чекрыгина, Н. Удальцовой, Д. Штеренберга, А. Экстер, А. Яковлева и других. Шустер любил портреты, но не любил абстракции (Малевича и Кандинского). По мнению Дудакова, коллекция Шустера и Крюковой — в первой пятерке самых полных и известных собраний, посвященных искусству 1900—1930 годов. Искусствовед Наталья Семенова включила его в число 10 самых важных русских коллекционеров вообще.
В юности Соломон примкнул к стилягам и живописью, несмотря на советы отца, не интересовался. Первым, по воспоминаниям, его серьёзным соприкосновением с искусством, была «командировка» от отца в Москву к художнику Павлу Кузнецову, у которого юноша внезапно выбрал на покупку 5 лучших вещей, чем заслужил похвалу и художника, и отца.
Соловьёв пишет о коллекционерской стороне жизни Шустера: «Не ошибусь и не преувеличу, если назову Соломона одним из самых выдающихся коллекционеров-собирателей нашего века. Точнее, собирательство это было уже следствием: прежде всего, он был одним из самых великолепных, знающих, тонких, образованных, наделенных невероятной интуицией искусствоведов, историков культуры, прежде всего культуры российской. Образован в этой области Соломон Абрамович был феноменально, познания в материальной культуре имел обширнейшие, но в сравнении с тем, как он знал, как понимал, как чувствовал живопись, все прочее блекло. Живопись распознавал он гениально. За какие-нибудь четверть века Соломон собрал одну из самых внушительных в мире коллекцию русского авангарда». При этом Шустер говорил, что коллекция должна не только развивать саму себя, но и кормить своего хозяина.
В 1979 году картины из собрания Шустера экспонировались на выставке «Париж-Москва» (ГМИИ; Центр Помпиду); в 1982 — на выставке «Искусство и революция» в Художественном музее Сейбу (Япония); 1987 — на выставке «Новое искусство — новый быт. 1917—1927», организованной Клубом коллекционеров при Советском фонде культуры; 1988 — «Время перемен. 1905—1930. Русский авангард из советских частных собраний» в Осло; 1989 — «100 лет русского искусства. 1889—1989. Из советских частных собраний» в Галерее Барбикан в Лондоне; и др.
В 1990-е годы Шустер включился в работу Российского фонда культуры по организации выставок из частных собраний. Печатал в журнале «Наше наследие» свои небольшие мемуарные заметки, называя их «случаи из практики». В 1987 году по поручению И. Н. Попова занимается передачей коллекции «Землероев» в Эрмитаж.
В 1995 году в петербургском Манеже прошла выставка памяти коллекционера. В 2005 году наследники Шустера осуществили иллюстрированное издание его мемуаров «Профессия — коллекционер». В 2005 и 2015 годах в галерее «Наши художники» прошли две выставки, посвященные его коллекции (первая в рублевских Борках, была дополнена работами из коллекций друзей Шустера; вторая под названием «Шустер. Коллекция», в московском помещении галереи в Сеченовском переулке).

## Произведения

### Фильмы
- 1960 — На сцене куклы (анимационный, «Туркменфильм»)
- 1961 — Суздаль. Страницы минувшего (документальный, «Ленкинохроника»)
- 1963 — Здравствуй, Выборгская сторона (документальный)
- 1967 — Георгий Верейский (документальный, «Ленфильм») — дипломная работа о своем учителе коллекционирования художнике и собирателе Георгие Верейском.

Полнометражные:
- 1971 — Пристань на том берегу
- 1974 — День приёма по личным вопросам
- 1976 — Всегда со мною…
- 1980 — Сергей Иванович уходит на пенсию
- 1984 — Огни
- 1990 — Канувшее время